# Las Vertientes
Las Vertientes é um município da província de Córdova, na Argentina.